# 11. september
11. september je 254. dan leta (255. v prestopnih letih) v gregorijanskem koledarju. Ostaja še 111 dni.

## Dogodki
- 74 pr. n. št. – Začel se je Spartakov upor sužnjev.
- 1273 – Nemški volilni knezi so za nemškega kralja izvolili Rudolfa Habsburškega.
- 1697 – Z zmago nad Turki v bitki pri Senti si je Avstrija zagotovila vodilno vlogo v Srednji Evropi.
- 1855 – Britanske, francoske in turške enote so zasedle Sevastopol.
- 1867 – V Hamburgu je izšel prvi zvezek Marxovega Kapitala.
- 1870 – Viktor Emanuel I. je napadel Papeško državo.
- 1943:  
  - Po kapitulaciji Italije so taboriščniki na Rabu dosegli mirno predajo 2200-glave italijansko posadke in s tem osvoboditev koncetracijskega taborišča Rab.
  - Začelo se je zavezniško osvobajanje Korzike.
- 1944:
  - V Québecu je potekala konferenca Octagon.
  - Sovjetska zveza in Bolgarija sta podpisali premirje.
- 1960 – Ringo Starr se je pridružil glasbeni skupini The Beatles.
- 1973 – Augusto Pinochet je izvedel državni udar v Čilu in ubil Allendeja.
- 2001 – V Združenih državah Amerike so teroristi izvedli obsežne napade.
- 2006 – Premierno je bil predvajan film Kratki stiki.

## Rojstva
- 1182 – Minamoto Joriie, šogun († 1204)
- 1364 – Karel II., zgornjelorenski vojvoda († 1431)
- 1524 – Pierre de Ronsard, francoski pesnik († 1585)
- 1674 – Franc Mihael Strauss, slovenski slikar († 1740)
- 1816 – Carl Zeiß, nemški optik († 1888)
- 1824 – Jakob Bernays, nemški filolog, filozof judovskega rodu († 1881)
- 1825 – Eduard Hanslick, avstrijski glasbeni kritik († 1904)
- 1862 – William Sydney Porter - O. Henry, ameriški pisatelj († 1910)
- 1865 – Jānis Pliekšāns - Rainis, latvijski pesnik, dramatik († 1929)
- 1877 – sir James Hopwood Jeans, angleški matematik, fizik, astronom († 1946)
- 1877 – Feliks Dzierżyński - Feliks Edmundovič Dzeržinski, poljsko-ruski boljševik († 1926)
- 1885 – David Herbert Lawrence, angleški pisatelj († 1930)
- 1903 – Theodor W. Adorno, nemški sociolog, filozof in muzikolog († 1969)
- 1917 – Ferdinand Edralin Marcos, filipinski predsednik († 1989)
- 1927 – Gerard David Schine, ameriški preiskovalec, poslovnež († 1996)
- 1935 – German Stepanovič Titov, ruski kozmonavt († 2000)
- 1940 – Brian De Palma, ameriški filmski režiser
- 1945 – Franz Beckenbauer, nemški nogometaš
- 1965 – Bašar al Asad, sirski predsednik

## Smrti
- 1069 – Ealdred, yorški nadškof
- 1161 – Melisenda Jeruzalemska, kraljica, hči Baldvina II. Jeruzalemskega (* 1105)
- 1167 – Welf VII., toskanski markiz (* 1135)
- 1227 – Ludvik IV., nemški plemič, turinški mejni grof (* 1200)
- 1279 – Robert Kilwardby, angleški kardinal, canterburyjski nadškof, filozof, teolog (* 1215)
- 1297 – Hugh de Cressingham, angleški upravnik Škotske
- 1349 – Bona Luksemburška, češka princesa (* 1315)
- 1697 – Elmas Mehmed Paša, osmanski državnik (* 1661)
- 1721 – Rudolph Jacob Camerarius, nemški botanik (* 1665)
- 1773 – Šćepan Mali, črnogorski vladar
- 1823 – David Ricardo, angleški ekonomist (* 1772)
- 1843 – Joseph Nicolas Nicollet, francoski geograf, matematik (* 1786)
- 1886 – Eduard Robert Flegel, nemški raziskovalec (* 1855)
- 1914 – İsmail Gaspıralı, turški novinar, pisatelj (* 1851)
- 1917 – Georges Marie Ludovic Jules Guynemer, francoski pilot (* 1894)
- 1946 – Francesco Bonifacio, italijanski duhovnik in svetnik, rojen v Piranu (* 1912)
- 1965 – Norman Levi Bowen, kanadski petrolog (* 1887)
- 1961 – Niko Županič, slovenski politik, etnolog (* 1876)
- 1971 – Nikita Sergejevič Hruščov, ruski politik (* 1894)
- 1973 – Salvador Allende Gossens, čilski predsednik (* 1908)
- 1987 – Peter Tosh, jamajški pevec reggaeja, kitarist, glasbenik (* 1944)
- 1994 – Jessica Tandy, ameriška filmska igralka (* 1909)
- 2003 – Anna Lindh, švedska političarka (* 1957)

## Prazniki in obredi
- Etiopija – etiopsko/koptsko novo leto